# Кан, Герман
Герман Кан (англ. Herman Kahn, 15 февраля 1922 — 7 июля 1983) — американский экономист, один из наиболее известных футурологов последней трети XX века. Был основателем «мозгового центра» и директором Гудзоновского института (с 1961 г.), сторонником государственно-монополистического регулирования экономики, а также развития многонациональных корпораций. Автор книги «Об эскалации» (1965), в которой впервые ввёл в обиход термин «эскалация войны».

## Биография
Родился в семье еврейских иммигрантов из Восточной Европы. Его отец, Абрам Кан, был портным, мать — Йетта Козловская — домохозяйкой; родственник Роберта Кана. Он вырос в Бронксе, а затем в Лос-Анджелесе после развода родителей. Воспитанный евреем, он позже стал атеистом. Кан окончил среднюю школу Фэрфакса в 1940 году и служил в армии США во время Бирманской кампании во время Второй мировой войны в небоевой должности телефонного обходчика. Он получил степень бакалавра наук в Калифорнийском университете в Лос-Анджелесе и некоторое время учился в Калифорнийском технологическом институте, чтобы получить докторскую степень, а затем бросил учебу, получив степень магистра наук из-за финансовых трудностей. Он поступил на работу в корпорацию RAND в качестве математика после того, как его завербовал коллега-физик Сэмюэль Коэн.

## Прогнозы
Первоначально он был военными стратегом и системным теоретиком, работая в корпорации RAND (США). Герман Кан был известен своими анализами вероятных последствий ядерной войны и рекомендациями путей повышения выживаемости.
Его теории стали существенным вкладом в развитие ядерной стратегии Соединённых Штатов. Им впервые была сформулирована идея Машины Судного дня — своеобразный апофеоз доктрины взаимного гарантированного уничтожения.
На фоне продолжающегося японского экономического чуда, в начале 1970-х годов он прогнозировал развитие Японии как сверхдержавы.

## Критика
Станислав Лем указывал, что черты фантазирования есть даже в его стратегических работах.
Наиболее популярная его работа — «2000 год» (1967) — подвергалась различной критике. Станислав Лем обстоятельно рассмотрел её в качестве одного из образцов экспертных футурологических прогнозов для выявления недостатков, которым подвержены даже они. Лем пришёл к выводам упрощённости и фактической непригодности её методологии, отметив обилие в книге также бессмысленных и бесполезных прогнозов (создающих «псевдопровидческий шум»), присутствие заведомо фантастических (в частности, экранирование гравитации). Изменения в социальной сфере Кан практически не рассматривает, по замечанию Лема, не учитывая, например, возможность политического переворота в США, который для него менее правдоподобен, чем вечный двигатель на основе экранирования гравитации.
Книгу «The Next 200 Years», написанную при участии сотрудников Гудзоновского института, Лем приводит как пример «литературы, вымучивающей будущее, которая, нацелившись в грядущие века, утонула в несюжетной фэнтези». Всемирную популярность ей обеспечил общий оптимизм, зато нет ни слова о зарождающихся отраслях технологии (уже тогда рассматриваемых в работах некоторых авторов), выходящих со временем на лидирующие позиции, — об информационных сетях, биотехнологии, геномике, нанотехнологии, киборгизации.